# Paul Narracott
Paul Narracott, född 8 oktober 1959, är en friidrottare från Australien. Han deltog vid olympiska sommarspelen 1984 och olympiska sommarspelen 1992.